# Thomas Butler (Bobfahrer)
Charles Thomas Butler (* 11. Juni 1932 in Saranac Lake, New York; † 21. November 2019 in Florida) war ein US-amerikanischer Bobfahrer.

## Biografie
Thomas Butler gewann bei den Olympischen Spielen 1956 im Viererbob-Wettbewerb zusammen mit William Dodge, James Lamy und Pilot Arthur Tyler die Bronzemedaille. Als Bremser von Tyler gewann er bei der Weltmeisterschaft 1957 und 1959 insgesamt vier Medaillen. Darunter auch die Goldmedaille 1959 im Vierer. 1958 wurde Butler Amateur-Athletic-Union-Meister im Viererbob.
1955 schloss Butler sein Studium an der Brown University ab. Während seiner Zeit an der Universität war Butler auch als Footballspieler aktiv.